# Spinnende watertorren
De spinnende watertorren (Hydrophilus) zijn een geslacht van kevers, en het typegeslacht van de familie spinnende waterkevers (Hydrophilidae). Fossielen zijn bekend vanaf het Plioceen. De naam Hydrophilus is een samenstelling van het Oudgriekse voorzetsel ὑδρο- (hydro-; water-) met het eveneens Oudgriekse φιλος (filos; van nature).

## Beschrijving
De voorvleugels van deze waterkevers bestaan uit harde dekschilden. Hieronder, tussen de achterlijfsbeharing, wordt lucht opgeslagen als ademreserve voor onder de waterspiegel.

## Leefwijze
Soorten uit dit omnivore geslacht bewonen zoete wateren en voeden zich met zowel dierlijk als plantaardig materiaal. De larven zijn carnivoor.

## Soorten
- Hydrophilus acuminatus
- Hydrophilus ater
- Hydrophilus aterrimus – Spinnende watertor
- Hydrophilus atricapillus
- Hydrophilus bilineatus
- Hydrophilus brevispina
- Hydrophilus caschmirensis
- Hydrophilus cavisternum
- Hydrophilus dauricus
- Hydrophilus hastatus
- Hydrophilus indicus
- Hydrophilus mesopotamiae
- Hydrophilus olivaceus
- Hydrophilus palpalis
- Hydrophilus piceus – Grote spinnende watertor
- Hydrophilus pistaceus
- Hydrophilus rufocinctus
- Hydrophilus rufus
- Hydrophilus senegalensis
- Hydrophilus sternitalis
- Hydrophilus tricolor